# Stéatite

Collier néolithique en stéatite (Muséum de Toulouse).

La stéatite (de stéato « graisse », et ite « minéral », en référence à son toucher gras, soyeux) est une roche métamorphique très tendre, principalement composée de talc.
Le terme « pierre ollaire » (du latin ollaris de olla pot) regroupe des roches métamorphiques de type majoritairement ultrabasique. D’un point de vue physique, elles présentent des caractéristiques particulières, puisqu'à la fois résistantes et molles, donc relativement façonnables à l’aide d’outils simples. De plus, ces roches possèdent une capacité calorifique élevée.
Les pierres ollaires sont des ultramafites contenant majoritairement du talc, de la chlorite, des amphiboles, des pyroxènes, des oxydes (pyrites et magnétites), des carbonates, de l’olivine, de la serpentine et des micas noirs.

## Synonymie
- Pierre à savon, saponite.
- Craie de Briançon.
- Pierre ollaire du latin ollare : faire des pots.
- Pierre de Mbigou (Gabon).
- En anglais soapstone ou soaprock.
- En allemand Speckstein ou Seifenstein.
- En italien pietra ollare.
- En néerlandais speksteen ou zeepsteen.
- En portugais pedra sabão.

## Origine
La formation et la mise en place de ce type de roche nécessitent des conditions particulières, ce qui explique sa rareté (moins de 1 % des roches alpines). L’origine primaire se situe dans le manteau, conditions de haute pression et température. Lors de différents mouvements associés à la formation de l’arc alpin, certaines de ces roches peuvent arriver en surface, par obduction notamment.
Les fortes contraintes tectoniques accompagnant le déplacement vers la surface provoquent des géométries généralement lenticulaires et zonées, la zone de réaction entre la roche mère ultramafique et l’encaissant représente ce que l’on appelle vulgairement « pierre ollaire ». Les processus d’apport de gaz, de rééquilibrations pétrochimiques et de changements géométriques se déroulent à des profondeurs de 10 à 20 km environ, l’érosion et l’obduction de certaines nappes et massifs apportant finalement ce matériel en surface.

## Utilisations

### Préhistoire

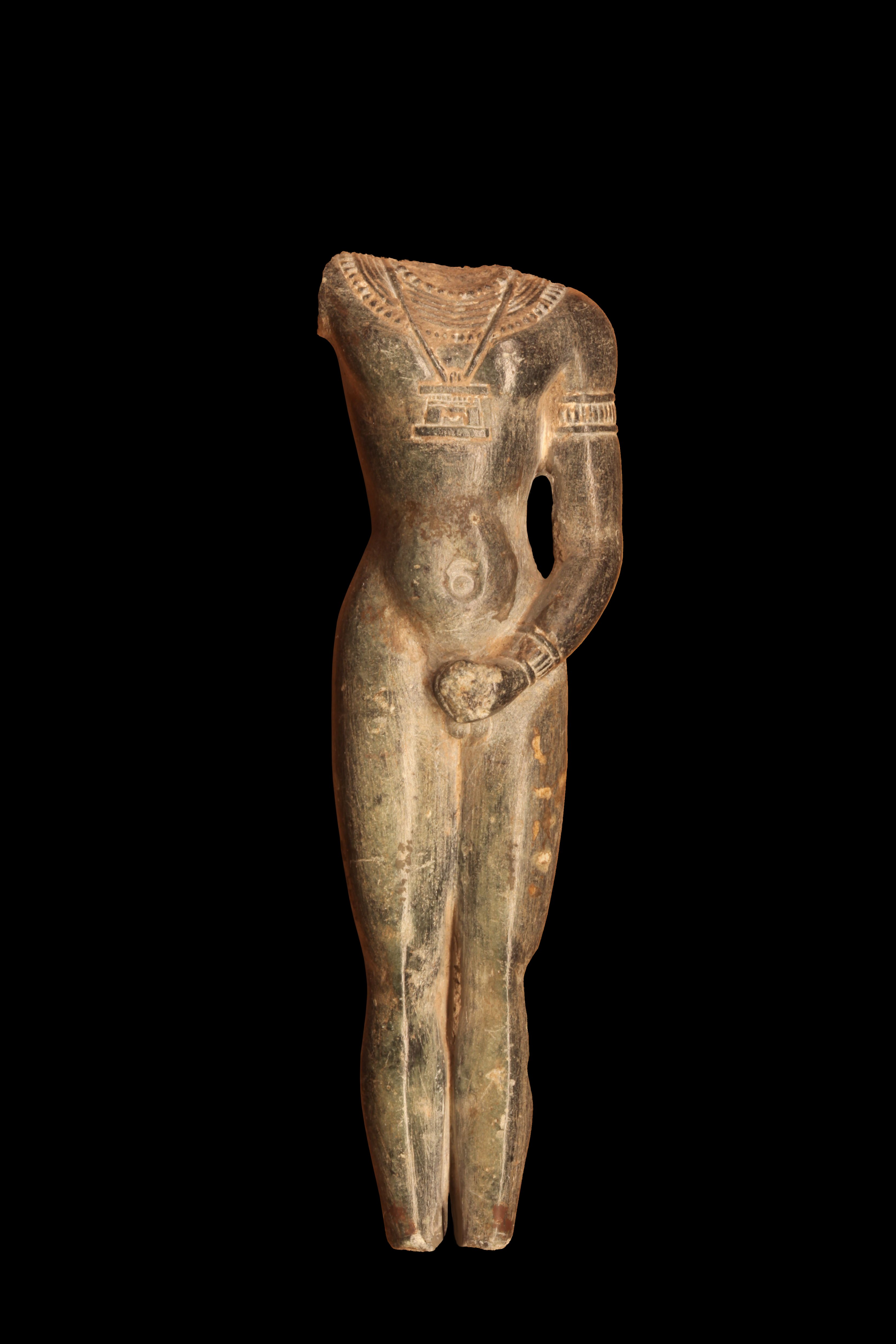
Min-Amon. Coptos, fin du Nouvel Empire (vers 1200 av. J.-C.

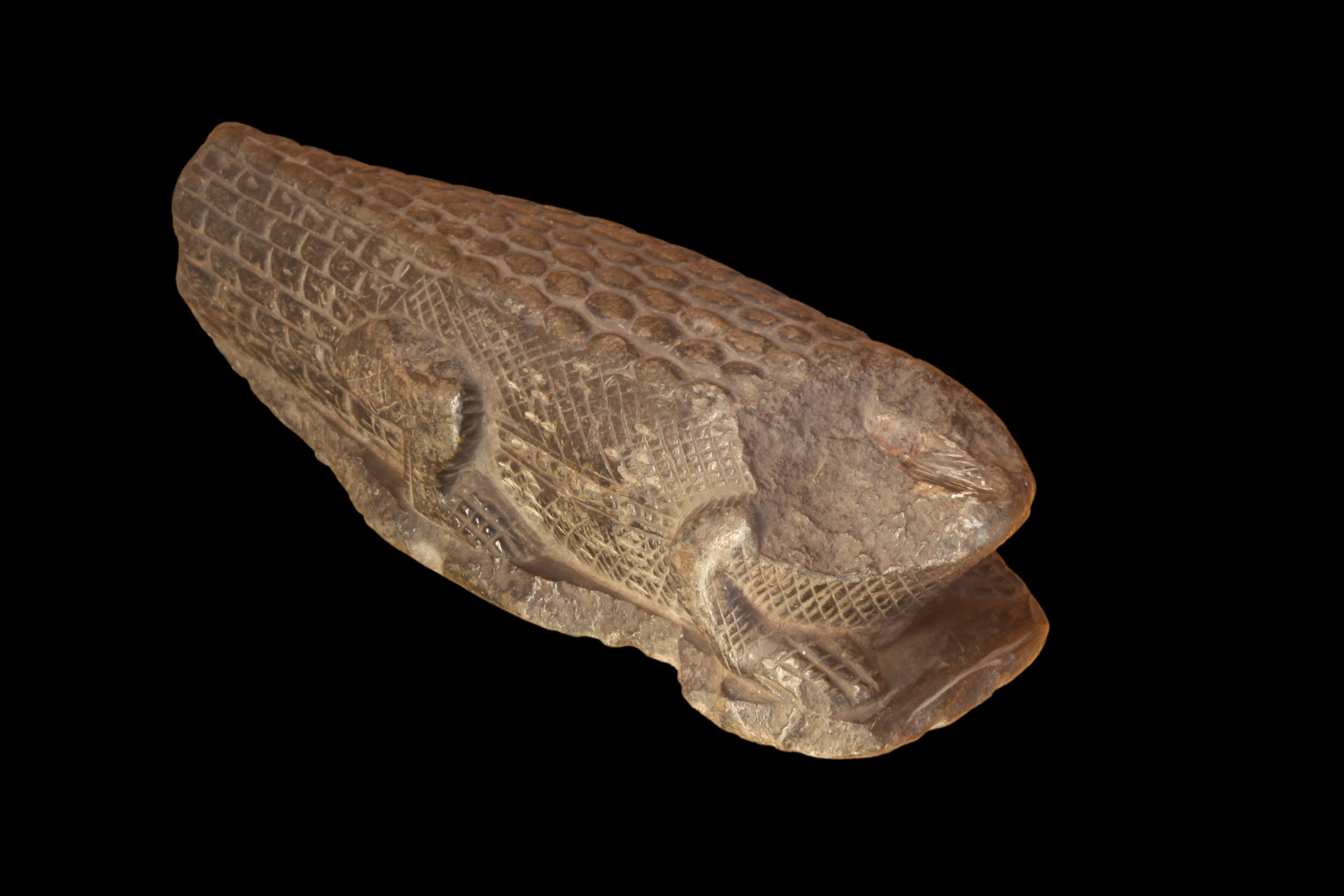
Crocodile, troisième période intermédiaire.

L’exploitation de la stéatite est attestée dès le Paléolithique supérieur, pour produire des statuettes (Vénus de Grimaldi mais aussi des perles, et des pendentifs. Cette utilisation perdure au Néolithique sous la forme, également, de colliers ou de figurines. Elle est employée dans la production de vases (Jiroft en Iran, péninsule d'Oman par exemple), de sceaux (vallée de l'Indus, Bahreïn, Faïlaka) ou de statues (Bactriane, Suse en Iran, Mohenjo Daro au Pakistan).

### Histoire
L'utilisation de la stéatite est attestée dès le IIe millénaire av. J.-C. à Cnossos, pour la réalisation d'une table à libations, ainsi que dans la cité antique de Mari dans l'actuelle Syrie, pour la création de statues dédiées au gouverneur de la cité ou aux dieux. On a trouvé de beaux vases en stéatite du Bronze moyen, période des Seconds palais, sur le site crétois de Haghia Triada.
C'est à partir du Ier siècle apr. J.-C. qu'elle se développe réellement en Europe, pour la réalisation de récipients façonnés à la main ou tournés. C’est le façonnage de ces récipients qui marque le début d’une production à grande échelle, l'une scandinave, et l'autre typiquement alpine (comme pour le cristal de roche). L'artisanat de la stéatite s’étend dans tout l’arc alpin, en arrive à concurrencer localement la céramique pendant le Bas-Empire et dans une moindre mesure pendant le haut Moyen Âge, et bénéficie d’une diffusion assez large durant ces périodes dans les régions voisines. À partir du Moyen Âge et jusqu’au XXe siècle, l’utilisation de la pierre ollaire semble se limiter aux régions alpestres et à la production de fourneaux et de casseroles (Musée de Cevio, Tessin, Suisse).
Du fait de sa facilité de taille, la stéatite a aussi été abondamment employée en sculpture, principalement pour des sceaux.

### Époque moderne
La stéatite a aussi été utilisée pour les becs (brûleurs) de lampes à acétylène, avec une embase en laiton, cuivre ou aluminium. Sa haute capacité calorifique en fait aussi un matériau intéressant pour certains fourneaux et poêles, diffusant la chaleur d'une manière idéale pour chauffer un logis.
On l'utilise également dans certains chauffe-eau électriques comme support du fil de la résistance électrique ; celle ci est installée à sec dans un tube appelé alors « corps de chauffe ». On peut ainsi changer la résistance sans vidanger le cumulus (ballon), contrairement aux résistances appelées « blindées » ou « thermoplongées » qui sont au contact direct de l'eau comme, par exemple, celles des machines à laver le linge, la vaisselle ou encore, originellement, la plupart des bouilloires électriques.
Comme le granite ou le gabbro, elle peut aussi servir d'alternative aux glaçons qu'on met dans les verres pour refroidir les boissons (connue sous le nom de pierre à whisky, inventée dans les années 1990 par Marianne Bergrund qui a eu l'idée de tailler de la pierre ollaire en cube avec des dimensions identiques à celles de glaçons). L'avantage principal par rapport au glaçon étant que la pierre rafraîchit plus doucement et qu'elle ne fond pas (pas de dilution). Cette capacité à emmagasiner la chaleur explique aussi son emploi dans la fabrication de poêles et cheminées.
Le modélisme fait appel à des bâtonnets de stéatite dont l'intérêt est la variété de teintes.
La stéatite constitue la couche visible de la statue du Christ Rédempteur à Rio de Janeiro.
Enfin, la stéatite est utilisée pour fabriquer des isolateurs électriques.